# Miramelle pyrénéenne
Cophopodisma pyrenaea
Espèce
Statut de conservation UICN

 NT  : Quasi menacé
La Miramelle pyrénéenne (Cophopodisma pyrenaea) est une espèce de sauterelles de la famille des Acrididae endémique des Pyrénées.

## Caractéristiques
La Miramelle pyrénéenne a l'apparence d'un criquet assez massif. Elle mesure autour de 2 cm ; légèrement moins chez le mâle et jusqu'à 26 mm pour la femelle adulte. Son dos est vert et ses flancs jaunes, ces deux couleurs étant séparées par une bande noire longitudinale. Elle a la particularité de ne pas posséder d'ailes.

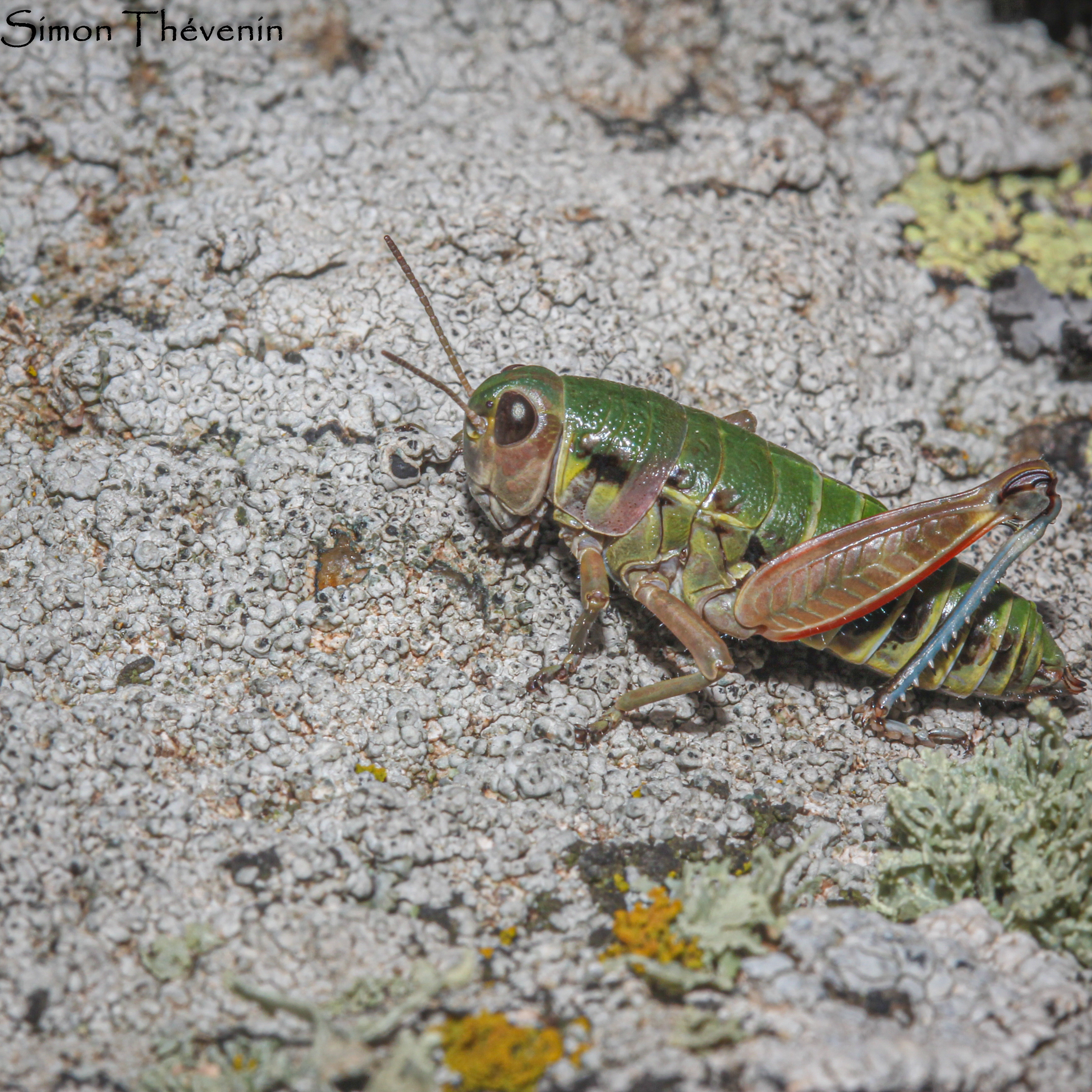
Cophopodisma pyrenaea ♀

## Habitat et répartition
Ce taxon se rencontre en Andorre, en Espagne et en France dans la chaine de montagnes des Pyrénées, entre 1500 et 2 800 m d'altitude, où elle fréquente les prairies mésiques ou sèches. Elle affectionne les lieux ayant une longue couverture neigeuse. Ceux-ci étant en voie de disparition à cause du réchauffement climatique, cela pourrait mettre l'espèce en danger.

## Systématique
Le nom valide complet (avec auteur) de ce taxon est Cophopodisma pyrenaea (Fischer, 1853).
L'espèce a été initialement classée dans le genre Pezotettix sous le protonyme Pezotettix pyrenaea Fischer, 1853,.
Ce taxon porte en français le nom vernaculaire ou normalisé suivant : La Miramelle pyrénéenne.
Cophopodisma pyrenaea a pour synonymes :
- Pezotettix pyrenaea Fischer, 1853
- Pezottettix pyrenaeus Fischer, 1853
- Podisma pyrenaea (Fischer, 1853)

## Publication originale
- (la) Leop. Henrico Fischer, Orthoptera Europaea : Accedunt tabulae lapidibus incisae XVIII quarum ultima coloribus partim illustrata, 1853, 454 p. (lire en ligne).